# 傅崇碧
傅崇碧（1916年1月12日—2003年1月17日），四川通江人，中国人民解放军将领。1955年被授予少将军衔。

## 生平
1932年，傅崇碧参加中国工农红军，历任宣传员、县委书记、特委书记、川陕省工作团团长等职，参加长征。抗日战争期间，其历任股长、科长、团政治处主任、大队政治委员、团政治委员、军分区副政治委员兼政治部主任，率部参加百团大战等战役。第二次国共内战期间，担任旅政治委员、旅长、纵队副政治委员兼政治部主任、军副政治委员兼政治部主任，率部参加平绥战役、大同战役、张家口战役、易县战役、青沧战役、正太战役、大清河战役、冀东战役、石家庄战役、平津战役、太原战役等。中华人民共和国成立后，担任第63军军长，率部参加朝鲜战争第四、五次战役。之后授中国人民解放军少将军衔。1965年，为北京军区副司令员兼北京卫戍区司令员，之后在“杨、余、傅事件”被诬陷下狱。文化大革命结束后，其先后担任北京军区副司令员兼北京卫戍区司令员、北京军区政治委员等职位。为中央顾问委员会委员。